# Poljice Popovo
Poljice Popovo (cyr. Пољице Попово) – wieś w Bośni i Hercegowinie, w Republice Serbskiej, w mieście Trebinje. W 2013 roku liczyła 33 mieszkańców.